# Rivula simulatrix
Rivula simulatrix är en fjärilsart som beskrevs av George Francis Hampson 1912. Rivula simulatrix ingår i släktet Rivula och familjen nattflyn. Inga underarter finns listade.